# Dryopsis maximowicziana
Dryopsis maximowicziana là một loài thực vật có mạch trong họ Dryopteridaceae. Loài này được (Miq.) Holttum & P.J. Edwards miêu tả khoa học đầu tiên năm 1986.